# Robert Skov
Robert Skov (20 de maio de 1996) é um futebolista profissional dinamarquês que atua como ponta-direita. Atualmente está no Union Berlin.

## Carreira
Skov fez parte do elenco da Seleção Dinamarquesa de Futebol nas Olimpíadas de 2016.